# Ove Høegh-Guldberg (modstandsmand)
 Der er flere personer med dette navn, se Ove Høegh-Guldberg (flertydig).
Ove Høegh-Guldberg (28. februar 1905 i Aarhus – 2. december 1987) var en dansk læge og modstandsmand under Danmarks besættelse.
Høegh-Guldberg blev student fra Herlufsholm 1924, tog medicinsk eksamen 1932, fik hospitalsuddannelse 1932-34 og var praktiserende læge i Gedved fra 1934 til 1962. Han stiftede I/S Geoplastic 1948 til fremstilling af plastiske landkort.
Under dæknavnet "Ørn" var han nedkastningschef for Horsensegnen 1944 og siden for Vesthimmerland 1944-45 og han stod dermed for det farlige arbejde med modtagelsen af de våben, som engelske fly kastede ned, koordineret af SOE. Han har skrevet bogen En familie under besættelsen (Dixit 1985).
Han var medlem af Den almindelige danske Lægeforenings hovedbestyrelse 1958-61, formand for Vejle-Skanderborg amters lægekredsforening 1962-66, formand for Århus Entomologklub 1957-60 og fra 1962 samt medlem af bestyrelsen for Naturhistorisk Museum, Aarhus fra 1958.
Han har udgivet tidsskriftartikler om medicinske emner (fra 1934), om statistiske (fra 1930) og om entomologiske emner (fra 1919). Hovedværk: Aricia-studier 3-12 (1961-72). Han modtog Carlsbergs Mindelegat for Brygger J. C. Jacobsen 1965.
Han blev gift 28. december 1928 med Marie Louise (Misi) Krarup, f. 22. januar 1907 i Roskilde, datter af rektor Jakob Krarup og hustru Maria Magdalene f. Schepelern.